# Spoorlijn Mariagrube - Siersdorf Grube Mayrisch
De spoorlijn Mariagrube - Siersdorf Grube Mayrisch was een Duitse spoorlijn en is als spoorlijn 2556 onder beheer van DB Netze.

## Geschiedenis
Het traject werd door de Deutsche Reichsbahn geopend in 1941 ter ontsluiting van de mijn Emil Mayrisch in Siersdorf. Na sluiting van de mijn in 1996 is de spoorlijn gesloten.

## Aansluitingen
In de volgende plaats was er een aansluiting op de volgende spoorlijnen:
Mariagrube
DB 2555, spoorlijn tussen Aachen Nord en Jülich
DB 2557, spoorlijn tussen Mariagrube en de aansluiting Kellersberg